# Leptonchus fimbriatus
Leptonchus fimbriatus är en rundmaskart. Leptonchus fimbriatus ingår i släktet Leptonchus och familjen Leptonchidae. Inga underarter finns listade i Catalogue of Life.